# Let 3
Let 3 (med betydelsen "Flyg 3") är en rockgrupp från Rijeka i Kroatien. Gruppen bildades år 1987 och är populär i Kroatien och flera andra stater som ingick i forna Jugoslavien. De är omtyckta på grund av sin originella tolkning av rockmusik och deras obscena liveframträdanden. Deras låtar innehåller ofta provocerande och vulgära texter och bandet är känt för chockerande liveframträdanden med mycket nakenhet. Let 3 representerade Kroatien i Eurovision Song Contest 2023 med låten "Mama ŠČ!".

## Gruppmedlemmar
Let 3 har sedan bildandet år 1987 haft olika bandmedlemmar. Nuvarande uppsättning består av (smeknamn inom parentes):
- Damir Martinović (Mrle) – basgitarr, effekter, sång
- Zoran Prodanović (Prlja) – sång
- Ivan Bojčić (Bin) – trummor
- Dražen Baljak (Baljak) – gitarr, mandolin
- Matej Zec (Knki) – gitarr, bakgrundsspår

### Tidigare gruppmedlemmar
- Branko Kovačić (Husta)
- Kornelije Đuras (Korni)
- Ivan Šarar (Faf)
- Ivica Dražić (Miki)
- Nenad Tubin
- Igor Perović (Gigi)
- Zoran Klasić (Klas)
- Orijen Modrušan
- Alen Tibljaš
- Marko Bradaschia
- Dean Benzia
- Siniša Banović
- Ljubomir Silić
- Raoul Varljen

## Diskografi
- Two dogs fuckin' (1989)
- El Desperado (1991)
- Peace (1994)
- Živi kurac (1996)
- Nečuveno (1997)
- Jedina (2000)
- Bombardiranje Srbije i Čačka (2005)
- Živa Pička (2008)
- Kurcem do vjere/Thank you lord (2013)
- Angela Merkel sere (2016)